# 梅澤博臣
梅沢 博臣（うめざわ ひろおみ、1924年9月20日 - 1995年3月25日）は、日本の理論物理学者。学位は、理学博士。アルバータ大学（カナダ）名誉教授。坂田昌一の弟子の一人で、場の量子論で世界的に著名。
兄弟に、梅澤純夫（有機合成化学、抗生物質研究）、梅澤濱夫（抗生物質カナマイシン発見）、梅澤邦臣（科学技術事務次官）がいる。

## 来歴・人物
北海道札幌市に生まれる。出身は東京都。開成中学（東京）卒業後、旧制武蔵高校を経て名古屋帝国大学工学部電気工学科に入学。大学3年生の時から、理学部の坂田昌一のところに出入りするようになり、物理学の研究者となった。1947年に大学を卒業し、引き続き大学院に進学し、1952年に博士課程を修了して理学博士号を取得した（学位論文「素粒子の相互作用の構造について」 ）。
マンチェスター大学客員研究員（1953年）を経て、1955年に東京大学教官となる。1960年に教授に就任した。1963年にナポリ大学、1966年にウィスコンシン大学、1975年にアルバータ大学で、それぞれ教授となる。1992年にアルバータ大学の名誉教授となる。
「種々の荷電場が、適当な関係で共存するならば光子の自己エネルギーは、不定性なく零となる」ということを示し、著名となる。1953年刊行の『素粒子論』は日本初の場の量子論の専門書で、改訂英訳版は海外でも教科書として用いられた。
1968年にノーベル物理学賞、1973年にノーベル化学賞のノミネートを受けたことが、ノーベル財団の公表したノミネートリストにより明らかになっている。

## 著書（共著含む）
- 1953年 素粒子論
- 1959年 大学演習 量子力学
- 1963年 素粒子論の話題
- 1995年 場の量子論  ミクロ、マクロ、そして熱物理学の最前線
- 2005年 量子力学―変換理論と散乱理論